# ماری پیترز فایزر
ماری پیترز فایزر (انگلیسی: Mary Peters Fieser؛ زاده ۲۷ مهٔ ۱۹۰۹ درگذشته ۲۲ مارس ۱۹۹۷) یک شیمی‌دان اهل ایالات متحده آمریکا بود.